# متا

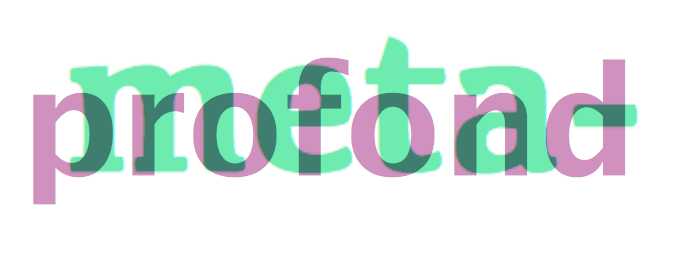
فرانظریه ای از هر موضوع و کلمه که درواقع سایه آن کلمه است

متا (برگرفته از حرف اضافه و پیشوند متا (μετά-) در زبان یونانی به معنای "بعد از" یا "فراتر از") یک پیشوند در زبان انگلیسی است. هدف از کاربرد این پیشوند نشان دادن این است که پشتِ یک مفهوم، مفهوم انتزاعی دیگری وجود دارد. این پیشوند یا در انتهای مفهوم اول آمده و آن را تکمیل می‌کند یا به ابتدای آن اضافه می‌شود.

## معنای نخستین آن در یونان
پیشوند متا- در یونانی عموماً کمتر از انگلیسی پیچیده و مبهم است؛ متا- در یونانی معادل واژه‌های لاتین «پست» (-Post) یا اَد (-ad) می‌باشد. این پیشوند در اصطلاحات علمی انگلیسی گاهی به این معنای مشتق شده از یونانی به کار می‌رود. به عنوان مثال: در اصطلاح Meta-theria یا پس-ددان (نام کلادی از پستانداران کیسه‌دار) پیشوند متا- صرفاً به این معنا به کار می‌رود که جایگاه پس‌ددان در درخت زندگی نزدیک ددان (پستانداران جفت‌دار) قرار دارد.

## دربارهٔ (گروه خودش)
پیشوند متا- در معرفت شناسی به معنی دربارهٔ ( گروه خودش) به کار می‌رود. برای مثال، Metadata (فراداده) داده‌ای دربارهٔ داده‌هاست (چه کسی آن‌ها را تولید کرده، چه وقت تولید شده‌اند، داده‌ها در قالب چه فرمتی هستند و غیره). همچنین فراداده در یک پایگاه داده (دیتابیس)، داده‌ای دربارهٔ داده‌های ذخیره شده در دیتا دیکشنری است و به توصیف اطلاعات (داده‌ها) جداول پایگاه داده مانند نام جدول، صاحب جدول، جزئیات بیشتر در مورد ستون – و به‌طور کلی توصیف جدول می‌پردازد.  همچنین، metamemory در روانشناسی به معنی دانش افراد در مورد این است که آیا اگر بر یادآوری چیزی تمرکز کنند، آن را به خاطر می‌آورند یا خیر. تلقی مدرن "X دربارهٔ X" به افزایش مفاهیمی مانند "فرا-شناخت" (یعنی شناخت دربارهٔ شناخت)، "فرا-احساسات" (یعنی احساسات دربارهٔ احساسات)، "فرا-گفتگو" (یعنی گفتگو دربارهٔ گفتگو)، " فرا-شوخی " (یعنی شوخی دربارهٔ شوخی) و "فرابرنامه‌نویسی" (یعنی نوشتن برنامه‌هایی که دیگر برنامه‌ها را تغییر می‌دهند).
در یک سیستم قانون‌محور، یک فراقانون، قانونی است که بر کاربرد قوانین دیگر حاکم است.

## در سطوح بالاتر انتزاع
می توان گفت که هر موضوعی یک فرا-نظریه دارد، یعنی ملاحظاتی نظری راجع به ویژگی‌های آن موضوع، مانند بنیادها، روش‌ها، قالب و مطلوبیت آن که در سطح بالاتری از انتزاع مطرح می‌شود. در زبانشناسی چنین تلقی می‌شود که دستور زبان در قالب یک فرازبان بیان می‌گردد که در سطحی بالاتر کاربرد داشته و به توصیف ویژگی‌های زبان واضح (و نه خود آن) می‌پردازد.
همچنین، متا، علاوه بر پیشوند، به عنوان صفت نیز به کار می‌رود که می‌توان چنین کاربردی را در اثر داگلاس هافستادر مشاهده کرد.

## ریشه‌شناسی
این پیشوند برگرفته از حرف اضافه و پیشوند یونانی متا (μετά -) می‌باشد که به معنای "پس از (مابعد)"، "در کنار"، "با"، "میان" (در کاربرد به عنوان حرف اضافه، بعضی از این معانی بسته به حالت دستوری مصداق می‌یابند). معانی دیگر شامل "فراتر"، "مجاورت" و "خود" است.